# 비대전군
비대전군(比臺殿君)은 위화랑(魏花郞)의 딸 옥진궁주(玉珍宮主)와 법흥왕(法興王)과의 사이에서 태어났으며, 미진부(未珍夫)공의 친동생인 실보낭주(實寶娘主)와 맺어져 제9대 풍월주(風月主) 비보랑(秘寶郞)을 낳았다.
법흥왕 재위 시절, 법흥왕은 후궁인 옥진궁주가 낳은 왕자 비대전군으로 하여금 왕위를 잇게 하려 하였다. 이에 지소(只召)는 위화랑, 자매 삼엽공주(三葉公主), 아시공(阿時公) 등과 함께 이를 반대하여 성사되지 못하였다.

## 같이 보기
- 비형랑